# Julio Enrique Moreno
 (octobre 2023).
Si vous disposez d'ouvrages ou d'articles de référence ou si vous connaissez des sites web de qualité traitant du thème abordé ici, merci de compléter l'article en donnant les références utiles à sa vérifiabilité et en les liant à la section « Notes et références ».
Julio Enrique Moreno Peñaherrera, né à Quito le 20 octobre 1879 et mort dans la même ville le 2 avril 1952 était un homme politique, journaliste et sociologue équatorien. Il a été en charge du pouvoir exécutif de l'Équateur du 10 au 31 août 1940.

## Biographie
Julio Enrique Moreno Peñaherrera est né le 20 octobre 1879 dans la ville équatorienne de Quito. Il est le fils de Daniel Moreno Coronel et Mercedes Peñaherrera Sierra.
Il a suivi sa formation primaire à l'École des Frères Chrétiens et a poursuivi ses études secondaires au Collège San Gabriel des Jésuites. Plus tard, il a étudié le droit et les sciences sociales.
Après la Révolution Julienne, qui a renversé le gouvernement de Gonzalo S. Córdova, il a été appelé à faire partie de la deuxième Junte de Gouvernement Plural, qui a dirigé le pays du 10 janvier au 31 mars 1926. Pendant cette période, il a assumé les fonctions de Ministre de l'Intérieur (es), des Travaux Publics et de la Police. Il a également occupé ce poste sous l'administration d'Isidro Ayora, jusqu'à sa démission en 1929, contribuant ainsi à la chute du gouvernement d'Ayora.
Il a été président du Sénat en 1940, et en cette qualité, il a été chargé du Pouvoir Exécutif du 10 au 31 août. Le 1er septembre, il a remis le pouvoir à  Carlos Arroyo del Río.
Après sa carrière publique, il est décédé le 2 avril 1952, dans sa ville natale de Quito, des suites d'une crise cardiaque aiguë.

## Publications
- (es) La revolución del 9 de julio y el gobierno de la dictadura, Talleres Tipográficos Nacionales, 1928, 81 p.
- (es) Humanidad y espiritualidad: bosquejo de una antropología sociológica, Imprenta del Ministerio de gobierno, 1939, 125 p.
- (es) Filosofía de la existencia (Notas sobre Ortega y Gasset), Litografía e imprenta Romero, 1940, 126 p.
- (es) Pensamiento filosófico social (Introduction et sélection des textes : Hernán Malo), Banco Central del Ecuador, 1979, 325 p.